# Troubles du voisinage en droit français
Pour les articles homonymes, voir Troubles du voisinage.
Les troubles du voisinage sont des faits susceptibles de perturber l'entente entre deux ou plusieurs individus vivant à proximité (dits voisins).
En droit, il existe deux concepts jurisprudentiels qui permettent d'appréhender ces troubles :
- l'abus de droit ;
- les troubles anormaux du voisinage.

## L'abus de droit
La théorie de l'abus de droit est la première à avoir vu le jour au sein de la jurisprudence civile française.

### Naissance de l'abus de droit
La naissance du premier critère constitutif de l'abus de droit remonte à un arrêt de la chambre des requêtes datant du 10 juin 1902 surnommé arrêt « Des sources Saint-Galmier ».
Dans cet arrêt, deux propriétaires mitoyens, l’un exploite les sources de Saint-Galmier, l’autre non. Ce dernier s’adresse à l’exploitant en proposant de lui vendre son terrain. L’exploitant décline l’offre. Le particulier va creuser pour arriver à la source et la gêner pour que l’exploitant soit obligé de lui racheter le terrain. Action en justice, le propriétaire disposait de son terrain. Pour reprocher ce comportement, la chambre des requêtes semble bloquée puisqu'en effet, le principe de l’absolutisme du droit de propriété est un obstacle fort en droit civil. Dans cette affaire, la chambre note cependant la présence d'un « abus de droit », création prétorienne d'une nouvelle limitation du droit de propriété. Par cet arrêt, La chambre des requêtes met en place le premier critère de l'abus de droit, l'intention de nuire.
Dans un arrêt de la chambre des requêtes datant du 3 août 1915 (C.cas, Req. 3 août 1915) surnommé l'arrêt « Clément-Bayard », la chambre des requêtes étend les critères constitutifs de l'abus de droit.
Dans cet arrêt sont en conflit deux propriétaires mitoyens, le premier faisant s'envoler de son terrain des ballons dirigeables, le second ne supportant pas le passage de ces objets volants sur son terrain lors de leurs décollages et atterrissages. Pour mettre fin à ces survols, il va ériger sur son fonds un amas de carcasses de bois et de ferrailles aux extrémités pointues propres à percer les ballons du premier, Adolphe Clément-Bayard .
Lorsqu'un ballon est percé par le dispositif, Clément-Bayard assigne son voisin en réparation du préjudice subi.
Pour sa défense, l'auteur du dispositif ayant eu raison du ballon dirigeable de M. Bayard invoquera le caractère absolu du droit de propriété (art. 544 du Code civil). En effet, il prétend être libre d'utiliser son fond comme il l'entend dans la mesure où cette utilisation ne va pas à l'encontre des lois et des règlements. C'est-à-dire que selon lui, le fait d'ériger sur son fonds une structure inutile et propre à endommager les ballons dirigeables de son voisin relève de son droit d'usage.
L'affaire est portée jusque devant la Cour de cassation qui fera finalement droit à la demande de Clément-Bayard. Pour justifier leur décision, les juges de la chambre des requêtes vont évoquer le fait que la structure en question était totalement dépourvue d'utilité, qu'elle a été érigée dans l'intention de nuire au propriétaire du fonds voisin et qu'au regard de cela le propriétaire a « abusé de son droit ».
Cette conception sera par la suite reprise par la jurisprudence pour arbitrer des litiges similaires.

### Les éléments constitutifs de l'abus de droit
L'application de la théorie de l'abus de droit nécessite deux conditions cumulatives :
- l'action doit être dépourvue d'utilité ;
- l'action doit relever d'une intention de nuire.

La présence de ces deux critères est souverainement appréciée par le juge en fonction du cas qui lui est soumis.

### Les limites de l'abus de droit
La principale limite de cette conception jurisprudentielle est qu'elle se confond avec le principe de la responsabilité civile délictuelle (Art. 1240 du code civil (ex-1382)). Selon ce principe, toute action fautive d'un individu qui cause à autrui un dommage, oblige cet individu à le réparer.
L'autre limite de cette conception est qu'elle ne permet pas d'arbitrer l'ensemble des situations de trouble du voisinage. Par exemple, elle ne prend pas en compte les actions nuisibles qui ont une utilité légitime pour leurs auteurs.
Aussi cette conception sera abandonnée par la jurisprudence au cours du dernier quart du XXe siècle au profit de celle plus flexible des troubles anormaux du voisinage.

## Les troubles anormaux du voisinage
L’arrêt fondateur de cette théorie est un arrêt rendu par la Cour de cassation en date du 27 novembre 1844. Dans un arrêt du 4 février 1971, la troisième chambre civile de la Cour de cassation va reconnaître que cette théorie est indépendante de l'existence d'une faute. Dans un autre arrêt du 19 novembre 1986, la Cour de cassation vient formuler un principe autonome selon lequel « nul ne doit causer à autrui un trouble anormal du voisinage ». Le propriétaire voisin a l'obligation de ne pas causer un dommage excédant la mesure habituelle inhérente au voisinage.

### Fondement de cette théorie
Dans un premier temps, cette théorie était fondée sur le droit commun de la responsabilité civile (ancien art. 1382, aujourd'hui 1240). Face à des problèmes de preuves, notamment de la preuve de la faute, la jurisprudence a par la suite dégagé une responsabilité objective : une responsabilité sans faute.
La jurisprudence applique dès lors un principe selon lequel « nul ne doit causer à autrui un trouble anormal de voisinage ou encore excédant les inconvénients normaux du voisinage ». On peut alors parler de la naissance d'un droit à une qualité et une tranquillité de vie.
L'analyse de cette jurisprudence amène à quelques précisions. La relation de voisinage est entendue largement (elle s'applique pas qu'aux zones contiguës sinon aux zones susceptibles d’être troublées[pas clair]) et de manière traditionnelle il s'agit d'une immixtion sur le fonds voisin.
La jurisprudence a, dans les années 2005 voulu étendre le nombre de débiteurs potentiels et ce, en étendant le champ des bénéficiaires et des auteurs de cette théorie. En ce qui concerne les bénéficiaires, tous les occupants voisins peuvent s'en prévaloir, un locataire y compris. Concernant l'auteur du dommage, la Cour de cassation a développé l'idée de voisin occasionnel, ce qui donne lieu à l'application de cette théorie aux constructeurs si le trouble résulte de la réalisation d'un chantier par exemple. Une limite doit cependant être apportée. Le constructeur doit être l'auteur direct du dommage.
Donc cette théorie implique trois personnes : le voisin victime, le maître d'ouvrage, et le constructeur. La victime peut dès lors agir contre ces deux derniers solidairement ou séparément. Néanmoins si le maître d'ouvrage est attaqué il pourra alors se retourner contre le constructeur par le biais d'un recours subrogatoire.

### Régime juridique de cette théorie
C'est une question de fait relevant de l'appréciation souveraine des juges du fond. En l'absence de critères précis, les juges devront apprécier au cas d’espèce quelle est la limite que ne doit pas dépasser le propriétaire voisin pour que le trouble ne soit pas d'une certaine gravité. Par ailleurs, les juges retiennent un caractère continu et permanent du trouble. Ils prendront alors en considération les données de temps et de lieux.
Si le trouble anormal est traditionnellement constitué par l'existence d'un certain dommage, la Cour de cassation a reconnu l'existence d'un trouble anormal résultant d'un risque de dommages (Cass. 2e chambre civile, 10 juin 2004, no 03-10434 ; - 24 février 2005, no 04-10362).
La théorie des troubles anormaux du voisinage instituant un cas de responsabilité sans faute prouvée, la Cour de cassation a pu juger que « le respect des dispositions légales n'exclut pas l'existence éventuelle de troubles excédant les inconvénients normaux du voisinage » (Cass. 3e chambre civile, 12 octobre 2005, no 03-19759).
Les causes d’exonérations : il y en a trois ici :
- l'antériorité : uniquement pour les activités agricoles industrielles, artisanales ou commerciales préexistantes (art. L112-16 du code de la construction). À défaut on ne peut légitimement l'admettre comme cause d’exonération, elle équivaudrait à admettre une servitude de nuisance. Cette exonération d'antériorité est enfin doublement conditionnée. Elle doit être conforme aux lois et règlements et doit se poursuivre dans les mêmes conditions, sans aggravations.
- le fait du tiers consécutif d'une force majeure
- la faute de la victime

Pour finir, l'avant-projet de réforme du droit des biens en date du 12 novembre 2008 crée dans son titre 5 un titre « des relations de voisinage ».
Le régime est précisé au chapitre 1 du titre V de l'avant projet afin d'éviter que les troubles soient trop ouverts à des troubles occasionnels.